# Xã Lee, Quận Calhoun, Michigan
Xã Lee (tiếng Anh: Lee Township) là một xã thuộc quận Calhoun, tiểu bang Michigan, Hoa Kỳ. Năm 2010, dân số của xã này là 1.213 người.